# Das Mädchen Wadjda
Das Mädchen Wadjda (arabisch وجدة, DMG Waǧda) ist der erste Spielfilm der saudi-arabischen Regisseurin Haifaa Al Mansour und der erste abendfüllende Film unter saudi-arabischer Regie überhaupt. Der Spielfilm gewann weltweit mehrere Filmpreise und galt bei den Filmfestspielen von Venedig 2012 als „kleine Sensation“.

## Inhalt
Wadjda ist ein 11-jähriges Mädchen in Riad, der Hauptstadt Saudi-Arabiens. Ihre Eltern scheinen begütert, so gibt es z. B. PlayStation oder einen illegalen ausländischen Fahrer für den riesigen Pick-up für den Weg zur Schule. Sie genießt in ihrem Leben verschiedene Freiheiten, die viele ihrer Klassenkameradinnen in dem streng islamischen Land nicht zu kennen scheinen. So hört sie im Radio westliche Rockmusik oder sie trägt Converse-Turnschuhe und Jeans unter ihrem traditionellen Gewand und lässt sich im Allgemeinen nicht leicht von ihrer Umgebung einschüchtern.
Wadjda träumt davon, das schöne grüne Fahrrad zu besitzen, das sie jeden Tag vor einem Spielzeugladen auf ihrem Schulweg sieht. Ein Radrennen gegen ihren Freund Abdullah, einen Nachbarsjungen, zu fahren und zu gewinnen, ist ihr größter Traum. Jedoch gilt es für Mädchen als unschicklich, Rad zu fahren, und Wadjdas Mutter verbietet es auch ihrer Tochter. Die Frau versucht ihren Mann, der sich einen Sohn wünscht, davon abzuhalten, sich eine Zweitfrau zu nehmen. Wadjda, die erfährt, dass ihr Name im traditionsgemäß rein männlichen Familienstammbaum nicht geführt wird, macht sich dagegen auf, eigenes Geld für ihr Fahrrad zu verdienen: Sie verkauft z. B. Mixtapes und gibt die Mittlerin für eine Mitschülerin und deren Freund. Die Schulleiterin hat ein scharfes Auge auf sie, und wegen Wadjdas unkonventioneller Einstellung gegenüber den traditionellen Werten und Regeln lässt sie keine Gelegenheit zur Maßregelung aus. Während sie aber offiziell die strengen Religionsvorschriften hoch hält, ist es unter den Schülerinnen ein offenes Geheimnis, dass der Einbrecher im Haus der Schulleiterin wohl eher ihr Liebhaber gewesen ist.
Nach Auffliegen ihrer Geschäfte beschließt Wadjda, an einem Koranvers-Rezitationswettbewerb teilzunehmen, denn der Hauptpreis beträgt 1000 SR in bar, was dem Mädchen den Kauf des Traumfahrrades ermöglichen würde. Wadjdas Fähigkeiten, Koranverse auswendig zu lernen, beeindruckt ihre Lehrerinnen. Als sie jedoch den Wettbewerb gewinnt und ihre Absicht kundtut, sich mit der Siegprämie ein Fahrrad zu kaufen, schockiert sie damit ihre Mitschülerinnen und insbesondere die Lehrerschaft; die Schulleiterin fällt ihr ins Wort und stellt klar, dass, weil es Mädchen sowieso verboten sei, Fahrrad zu fahren, es besser und sinnvoller sei, das Preisgeld für Palästina zu spenden. Mit dieser Ankündigung der Schulleiterin gilt dies qua Amtes als beschlossen: Die Schule wird das Geld überweisen, und Wadjda hat keine Möglichkeit, Einwände zu erheben oder ihren Anspruch einzufordern.
Zu Hause angekommen findet sie nur ihren Vater vor, der auf ihre Mutter wartet. Bevor ihr Vater das Haus verlässt, bittet er sie, der Mutter auszurichten, dass er sie liebe. Nachdem sie über dem Warten auf ihre Mutter eingeschlafen ist und abends wieder aufwacht, findet sie ihre Mutter auf dem Dach des Hauses; diese erklärt Wadjda, dass es sich bei der großen Feier in der Nachbarschaft um die Hochzeit von Wadjdas Vater mit seiner neuen Zweitfrau handele. Als das Mädchen vergeblich versucht, seine Mutter zu trösten und ihr Mut zu machen, zeigt diese ihrer Tochter das grüne Fahrrad, das sie für sie gekauft hat. Bezahlt hat sie es von dem Geld, das sie eigentlich für ein neues rotes Kleid ausgeben wollte, um so für Wadjdas Vater attraktiver zu sein als potentielle Zweitfrauen-Kandidatinnen – ein Zweck, der ja nun hinfällig geworden ist. Stattdessen wolle sie dafür sorgen, dass es ihrer geliebten Tochter an nichts fehle und sich alle ihre Wünsche erfüllten. Schlussendlich gewinnt Wadjda das nun mögliche Rennen gegen ihren Freund Abdullah und begibt sich auf ihren eigenen Weg in „die große weite Welt“ hinaus – symbolisiert durch die Hauptstraße, an die sie mit ihrem Fahrrad gelangt, ohne dass von Abdullah noch etwas zu sehen ist.

## Produktion
Produziert wurde der Film von Roman Paul und Gerhard Meixner, die beide mit ihrer Berliner Produktionsfirma Razor Film unter anderem auch an der Realisierung der Oscar-nominierten Filme Paradise Now und Waltz with Bashir mitgewirkt haben.
Koproduzent in Saudi-Arabien war Amr Alkahtani, der aufgrund seiner Kontakte im Königreich auch die für den Film unumgängliche Genehmigung des Kulturministeriums besorgen konnte. Alkahtani produziert ansonsten mit seiner High Look Group unter anderem Serien für das saudische Fernsehen.
Maßgeblich unterstützt wurde der Film durch den NDR (Redaktion Christian Granderath), den BR (Redaktion Bettina Ricklefs) und den saudischen Sender ROTANA. Fördermittel stellten die Filmförderungsanstalt (FFA), das Medienboard Berlin-Brandenburg (MBB), die Mitteldeutsche Medienförderung (MDM) und der Filmfonds Babelsberg (ILB) zur Verfügung.
Gedreht wurde der gesamte Film in Saudi-Arabien an Originalschauplätzen. Trotz der vorhandenen Genehmigung gestaltete sich die Arbeit an dem Film unter anderem aufgrund der strengen Geschlechtertrennung im Land oft schwierig. So wurden die Dreharbeiten auf der Straße teilweise von der das öffentliche Leben überwachenden Religionspolizei unterbrochen, da die Regisseurin mit einer großteils männlichen Crew drehte. Um weiteren Verzögerungen zu entgehen, führte Al Mansour die Regie manchmal über Monitor und Walkie-Talkie aus dem schwer einsehbaren Produktionswagen heraus. Bestimmt wurde der Ablauf der Dreharbeiten wie das gesamte Leben im Land vom Rhythmus der islamischen Gebetszeiten, zu denen fünfmal am Tag in Saudi-Arabien das öffentliche Leben zum Erliegen kommt.
Einem Kinopublikum konnte der Film bis Ende 2017 in Saudi-Arabien nicht gezeigt werden, da Kinos dort bis dahin verboten waren. Für einen Besuch der nächstgelegenen Kinos fahren Filminteressierte in Saudi-Arabien in Nachbarländer wie Bahrain oder Kuwait. Der Erfolg des Films wird als ein Grund genannt, warum im November 2014 eine Lockerung des Verbots angekündigt wurde. Als weitere Gründe gelten kommerzielle Interessen und es wird diskutiert, dass der Zugang zu moderner Unterhaltung die Jugend Saudi-Arabiens weniger anfällig für religiöse Extremisten machen soll.

## Kritiken
„Eine wunderbare Tragikomödie, die in ihrer gewitzten Geschichte deutliche Regimekritik verbirgt und offen für die Rechte von Mädchen und Frauen eintritt.“

„Generell ist die Ambivalenz des Films Al-Mansours größter (sic!) Verdienst: Weder biedert sich der Film einem westlichen Publikum durch die simple Verteufelung der religiösen Institutionen und Wertvorstellungen an, noch scheut er davor zurück, für Saudi-Arabien potentiell riskante Themen aufzugreifen und Doppelmoral anzuklagen. Dennoch bleibt Al-Mansour, vermutlich nicht zuletzt wegen saudischer Zensurauflagen, stets innerhalb des ideologischen Referenzrahmens. […] ‚Das Mädchen Wadjda‘ ist das beeindruckende Debüt einer Filmemacherin, die es trotz erheblicher Widerstände versteht, eine ihrem komplexen Thema angemessene Filmsprache zu entwickeln.“

„Eine machtlose Ehefrau und ein Mädchen, das nicht Rad fahren darf – ist das nicht ein abgedroschener, zu erwartbarer Plot für einen Film aus Saudi-Arabien? Sicher. Doch al-Mansur macht hier nicht Halt. Sie zeigt vielmehr, dass das Bild der vom Mann unterdrückten Frau zu kurz greift. Anhand von Mutter und Tochter enthäkelt sie nach und nach das komplexe, von ungleichen Machtverhältnissen geprägte Beziehungsgeflecht, in dem sich ihre beiden Protagonistinnen bewegen.“

„Wenn die Ansätze zu einer Emanzipationsgeschichte auch eher vorsichtig sind, so gelingt es Haifaa Al Mansour doch, dank der naiven Perspektive der kleinen Wadjda die absurden Kurzschlüsse der saudischen Kultur aufscheinen zu lassen. Auf den europäischen Zuschauer – der Film ist eine deutsch-saudische Co-Produktion und wurde bisher wegen der völlig fehlenden Kinokultur in Saudi-Arabien nur im Westen gezeigt – wirkt Wadjda wie ein Trotzkopf aus einem Kinderbuch, der nicht aufhören will zu fragen: Warum?“

„Eine Fülle von Alltagsbeobachtungen vermittelt einen Eindruck vom Leben in dem arabischen Land. […] Indem Haifaa Al Mansour mit Wadjda ein unwiderstehlich lebendiges Mädchen in den Mittelpunkt rückt, gewinnt der Film eine Leichtigkeit, die er gut brauchen kann. Seine Geschichte ist eigentlich ziemlich bitter. Zu dem Zorn über die zahllosen Ungerechtigkeiten und Einschränkungen kommt ein wachsendes Gefühl der Beklemmung. So reicht die Überwachung der Mädchen und Frauen bis in die intimsten Bereiche. […] Überwiegend an das arabische Publikum dürften die Koranzitate gerichtet sein, die eine zentrale Rolle in der Geschichte spielen. Wenn Wadjdas Mutter die Verse rezitiert, verströmen sie Wahrheit und Schönheit. Aber der Film lässt wohl bewusst offen, ob der Koran auch zu Wadjda spricht oder vielleicht doch nur Mittel zum Zweck ist.“

„‚Das Mädchen Wadjda‘ ist voller alltäglicher Beobachtungen, die einen hermetisch abgeriegelten Kosmos erfahrbar machen. Es ist diese Binnenperspektive, die den Film so spannend macht. Er biedert sich nicht beim Westen an und vermeidet Entrüstungsgesten. Mansur zeigt einfach, was es bedeutet, als Frau in Saudi-Arabien zu leben.“

„Trotz aller Herabwürdigung und Zurückweisung zeigt ‚Das Mädchen Wadjda‘ Frauen nicht als Opfer. Vielmehr werden liebevoll und auch mit Witz kleine Kniffe, große Tricks und Freiheiten porträtiert, die sie sich trotzdem nehmen. Al Mansours Heldinnen sind keine Revolutionärinnen. Es geht darum zu zeigen, was ist, auch wenn dieser Alltag uns völlig unverständlich ist. […] Die Bewertung überlässt al Mansour dem Zuschauer. Der taucht ab in eine fremde, befremdliche Welt, in der die Wünsche nach Anerkennung und Liebe, nach Selbstbestimmung und Emanzipation am Ende doch die gleichen sind wie die eigenen.“

„Die Straßenszenen hat Al Mansour aus einem Wohnwagen per Videobildschirm inszeniert; eine Frau, die eine Männer-Crew im Freien dirigiert, war undenkbar. Der fertige Film ist keine Anklage. Er setzt darauf, dass das Zeigen von Ungerechtigkeit zu stiller Empörung führt und stetem Wandel.“

„Haifaa al-Mansours Spielfilm ‚Das Mädchen Wadjda‘ ist einer der wichtigen und aufwühlenden Filmstarts des Jahres. Denn hier erzählt eine Filmemacherin aus Saudi-Arabien vom Frauenleben, von den alltäglichen Einschränkungen, Gängeleien und Repressalien – wobei ‚Das Mädchen Wadjda‘ uns gleich mit zwei Geschichten die Augen öffnet, einerseits mit der vom Drehbuch erzählten, andererseits mit jener rund um die Produktion selbst.“

„Mansours Film zerrt an uralten Traditionen. Das Fahrrad wird zum Symbol für Widerstand und die Befreiung eines kleinen Mädchens. Wadjda lässt nicht locker und rennt an gegen die Vorurteile einer patriarchalischen Gesellschaft, in der die Unterdrückung der Frau zementiert ist. Mansour zeigt uns ihre Welt der engen Konventionen.“

## Auszeichnungen
- Internationale Filmfestspiele von Venedig 2012, Nebenpreise:[20]
- Preis der Confédération Internationale des Cinémas d’Art et d’Essai (CICAE)
- CinemAvvenire Award: Best film – Il cerchio non è rotondo (Cinema per la pace e la ricchezza delle diversità)
- Interfilm Award for Promoting Interreligious Dialogue
- Friedenspreis des Deutschen Films – Die Brücke 2013
- Gilde-Filmpreis 2013
- Fritz-Gerlich-Filmpreis 2013
- Spezialpreis für Haifaa Al Mansour (Regie)[21]

## Rezeption
Das Kinderbuch Das Mädchen Wadjda von Haifaa Al Mansour, übersetzt von Catrin Frischer, erschien im Herbst 2015 bei cbt. Roswitha Budeus-Budde nannte Wadjda „das stärkste Mädchen der Kinderliteratur“ des Herbstes 2015.
Der Roman erhielt den DJLP 2016 in der Kategorie Kinderbuch.